# Scipione Ammirato

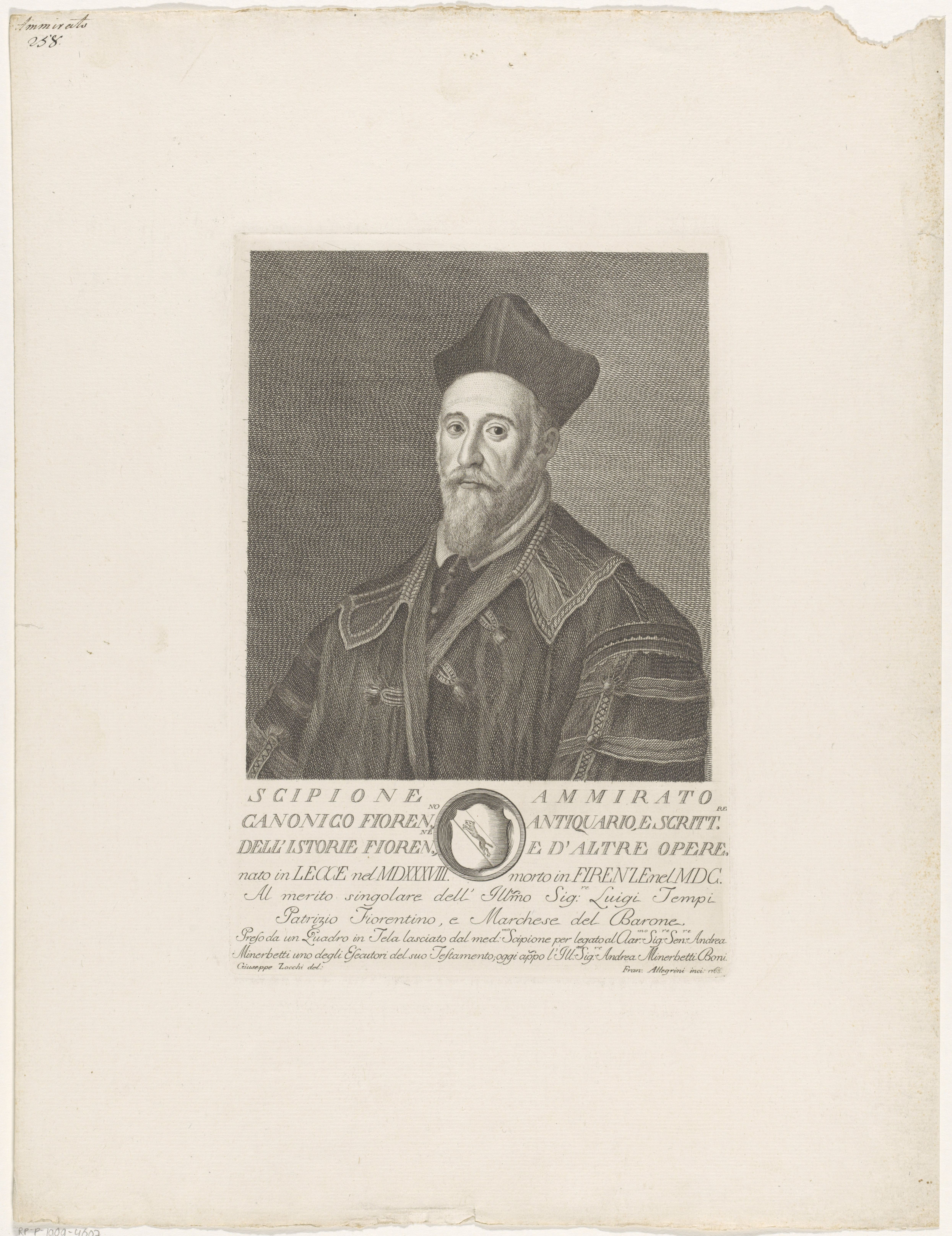
Portret van Ammirato, 1763

Scipione Ammirato (Lecce, 7 oktober 1531 - Florence, 11 januari 1601) was een Italiaanse historicus.

## Biografie
Ammirato werd geboren in Lecce in het koninkrijk Napels. Zijn vader, die hem voor het beroep van recht bestemde, stuurde hem naar Napels om te studeren, maar zijn eigen uitgesproken voorkeur voor literatuur verhinderde hem om de wensen van zijn vader te vervullen. Toen hij de kerk binnenging, verbleef hij een tijdje in Venetië en trad daarna in dienst van paus Pius IV.
In 1569 ging hij naar Florence, waar hij het patronaat en de steun kreeg van hertog Cosimo I, die hem een residentie gaf in het Medici-paleis en de Villa La Petraia met dien verstande dat hij zijn Istorie Florentine zou schrijven, zijn bekendste werk. In 1595 werd hij kanunnik van de kathedraal van Florence.